# Stazione di Mezzocorona
Stazione di Mezzocorona vasútállomás Olaszországban, Trentino-Alto Adige régióban, Mezzocorona településen.

## Vasútvonalak
Az állomást az alábbi vasútvonalak érintik:
- Brenner-vasútvonal
- Mezzocorona-Mezzolombardo-vasútvonal

## Kapcsolódó állomások
A vasútállomáshoz az alábbi állomások vannak a legközelebb: 
- Stazione di Salorno
- Stazione di Lavis
- Mezzolombardo train station